# مغ رحمت
مغ رحمت، روستایی از توابع بخش مرکزی شهرستان جاسک در استان هرمزگان ایران است.

## جمعیت
این روستا در دهستان کنگان قرار دارد و براساس سرشماری مرکز آمار ایران در سال ۱۳۸۵، جمعیت آن ۱۳۰ نفر (۲۳خانوار) بوده‌است.